# 岸尾光二
岸尾 光二（きしお こうじ、1951年4月 -）は日本の工学者, 化学者。東京大学名誉教授
愛知県名古屋市出身。
Ph.D.（ノースウェスタン大学, 1981）
専門は材料科学（固体化学、固体物性論、超伝導材料学）。所属学会は（旧所属含む,順不同）応用物理学会、電気化学会、日本化学会、日本セラミックス学会、日本物理学会、日本磁気科学会、Materials Research Society、American Physical Society

## 経歴

### 略歴
- 1967年3月　愛知教育大学附属名古屋中学校卒業
- 1970年3月　愛知県立旭丘高等学校卒業
- 1974年3月　東京大学工学部工業化学科卒業
- 1976年3月　東京大学大学院工学系研究科工業化学専門課程修士課程修了
- 1976年4月　東京大学大学院工学系研究科工業化学専門課程博士課程進学
- 1976年9月　Northwestern大学（米国）大学院材料科学工学博士課程入学
- 1980年8月　東京大学大学院工学系研究科博士課程中途退学
- 1981年3月　Northwestern大学博士課程修了、Doctor of Philosophy 学位取得
- 1981年4月　東京大学工学部助手
- 1988年7月　東京大学工学部講師
- 1990年8月　東京大学工学部助教授
- 1993年4月　京都大学化学研究所助教授併任（1995年3月まで）
- 1995年4月　東京大学大学院工学系研究科超伝導工学専攻(応用化学専攻分属)助教授
- 1996年8月　東京大学大学院工学系研究科超伝導工学専攻(応用化学専攻分属)教授
- 2003年1月　東京大学低温センター長（2004年12月まで）
- 2005年4月　東京大学大学院工学系研究科応用化学専攻教授
- 2017年3月　東京大学大学院教授定年退職
- 2017年6月　東京大学名誉教授

## 学会役職歴
- 2007年3月　公益社団法人応用物理学会　理事、常務理事
- 2008年3月　公益社団法人電気化学会　副会長
- 2008年5月　公益社団法人低温工学協会 理事

## その他活動歴
- 2002年4月　公益財団法人東燃国際奨学財団　評議員、選考委員
- 2004年4月　公益財団法人東燃国際奨学財団　理事
- 2004年4月　財団法人東京大学運動会　理事、応援部長
- 2015年4月　一般財団法人東京大学運動会　常務理事
- 2004年4月　東京六大学応援団連盟　理事、理事長

## 受賞歴
- 1995年3月　日産科学振興財団　 第2回日産科学賞
- 1999年4月　未踏科学技術協会超伝導科学技術研究会 第3回超伝導科学技術賞
- 2004年9月　日本金属学会　論文賞
- 2011年8月　応用物理学会　第5回フェロー表彰